# Таллеман де Рео, Жедеон
Жедеон Таллеман де Рео (фр. Gédéon Tallemant des Réaux; 1619—1692) — французский литератор из окружения мадам де Рамбуйе, который написал в 1659 году «Занимательные истории» из жизни придворных короля Генриха IV (опубликованы в 1834—1835).

## Биография
Таллеман де Рео родился 2 октября 1619 года в Ла-Рошели в семье состоятельных гугенотов. Таллеманы были выходцами из города Турне в южных Нидерландах (Бельгия).
В 18 лет ездил в Италию в обществе своего брата Франсуа и аббата (будущего кардинала) Реца. По возвращении учился праву в Париже, получил место советника парижского парламента.
Принадлежа по рождению и воспитанию скорее к буржуазии, Таллеман всю жизнь пытался самоутвердиться в дворянских кругах. С этой целью приобрёл в долине Луары старинный замок Рео и женился на родственнице мадам де Рамбуйе. Жена его брата была из Анжаннов. Его родной брат Франсуа Таллеман, прозванный Старший, впоследствии член Академии, принял католичество и священнический сан, чтобы иметь возможность беспрепятственно заняться изучением литературы. Благодаря этим связям он стал завсегдатаем модного салона в отеле Рамбуйе, где наслушался анекдотов о придворной жизни времён Генриха IV и Людовика XIII. Именно эти рассказы о Нинон де Ланкло и других знаменитостях того времени, чаще достоверные, чем нет, составили основу его «Занимательных историй». Таллеман назвал свои воспоминания не мемуарами, a historiettes (буквально: рассказики, короткие истории), что можно передать как «занимательная история». По выражению Сент-Бева, «он рожден был анекдотистом».
В его книге упоминается огромное количество реально существовавших лиц. По приблизительным подсчетам, в ней содержатся более или менее подробные сведения о 376 исторических персонажах, живших в конце XVI века и в первой половине XVII века. Предисловие к «Занимательным историям» датировано 1657 годом.
Другая книга Таллемана, мемуары о регентстве Анны Австрийской, по всей видимости, утрачена. Он был салонным поэтом, писал рондо, эпиграммы, элегии, сатиры, но не помещал их в поэтические сборники, выходившие в ту пору во Франции, оставил незавершенную трагедию о Эдипе.
Таллеман умер в Париже 10 ноября 1692 года, за семь лет до этого перейдя в католичество. Печатных работ после него не оставалось, и вскоре он был совершенно забыт; если имя Таллемана и встречалось порой в литературе, то это было имя его брата-академика.
Рукопись его сочинения была обнародована в 1830-е годы на волне публикации мемуаров XVII—XVIII вв. и довольно быстро стала конкурировать с сочинением Брантома за звание самой читаемой книги о французской придворной жизни XVI—XVII веков. Первое издание «Historiettes» Таллемана де Рео появилось во Франции в 1834 году под редакцией Монмерке. Он же является автором первой статьи о жизни и творчестве Таллемана де Рео. Монмерке уточняет даты жизни пока никому ещё не известного автора, находит в архивах свидетельства современников о нём, приводит в своей статье ненапечатанные стихи Таллемана.
На русском языке в серии «Литературные памятники» в 1974 году вышло однотомное издание «Занимательных историй», однако данный перевод был неполным, более того, фрагменты содержали значительные купюры. Как сообщает составитель тома, «были опущены отдельные примечания автора, не имеющие прямого отношения к данному тексту, а также места грубо натуралистичные». Как указывают авторы «Аннотированного каталога» книг серии «Литературные памятники», по цензурным соображениям первый набор книги под предлогом наличия в ней «пикантных» мест был рассыпан. После этого в рукописи были сделаны купюры и книга набрана снова, но не более 20 процентов от общего объёма.